# Malcolm Lee
Malcolm Toshio Lee (Riverside, 22 maggio 1990) è un ex cestista statunitense.

## Carriera
Nato a Riverside, nello Stato della California, Malcolm ha iniziato a giocare nella John W. North High School a Riverside, passando successivamente nelle file degli UCLA Bruins. Dopo appena un anno, e contro il parere del coach di UCLA Ben Howland, si è reso eleggibile per il draft NBA.

### High school
Lee ha frequentato per quattro anni la scuola John W. North High, giocando tutte le 107 partite e segnando 1.760 punti. Fu valutato come 48º prospettiva globale nella classe del 2008 da Rivals.com e indicato poi come guardia n° 7 e la numero 39, come prospettiva globale nella classe del 2008 da Scout.com.
La sua migliore prestazione nella High School fu di 37 punti, 11 rimbalzi e 10 assist, dove fu capace di guadagnarsi la selezione al McDonald 2008 All-American, registrando 3 punti e 2 rimbalzi per la squadra West, nella sconfitta per 107-102 dal team Est.
Il 26 marzo 2008 a Milwaukee, fu inserito nella quarta squadra All-America dalla rivista Slam.
Sempre in quell'anno chiuse la sua ultima delle quattro stagioni alla high school con una media di 23,6 punti, 7,5 rimbalzi, 3,4 assist, 2,6 recuperi e 1,0 stoppate a partita.

### College

#### 2008-09
Arrivato nel college di UCLA, Lee ha giocato in 29 partite con una media di 10,7 minuti per gara senza entrare mai dall'inizio in campo.
Ha segnato in 21 delle 29 partite giocate, raggiungendo la doppia cifra due volte.
Fu anche uno dei nove Bruins che riuscì a tirare con una percentuale del 50% o meglio dal campo.
Ha avuto la sua migliore prestazione con 12 punti, 6 rimbalzi, 3 assist e un pallone recuperato in apertura della stagione nella vittoria in casa contro Prairie View A & M (il 12 novembre).
Un'altra buona prestazione fu nella sconfitta di USC in semifinale del torneo (13 marzo), dove comunque realizzò 9 punti e 4 rimbalzi, con un 3 su 5 dal campo, 1 su 1 da tre punti e 2 su 2 dalla linea del tiro libero in 12 minuti di gioco.

#### 2009-10
L'anno seguente le cose cambiarono in modo eccezionale. Rispetto al primo anno al college di Ucla, Malcolm Lee e Michael Rullo furono gli unici due giocatori a iniziare in tutte le 32 partite, con una media 34,8 minuti per gara.
Ha segnato in tutte le 32 partite, raggiungendo la doppia cifra 21 volte, tra cui un career-high di 29 punti in 37 minuti in una sconfitta a danni di Notre Dame (19 dicembre).

### La NBA
Nella preseason, Malcolm ha giocato contro Milwaukee 2 partite, segnando 9 punti. Minnesota, vista la sua non pronta condizione, lo ha inserito nella lista dei Siouxfalls (squadra di lega inferiore associata con i Wolvers). Dopo aver ottenuto una media di 12 punti, 4,1 rimbalzi e 5,9 assist per gara, il suo debutto con i Timberwolves nella NBA è arrivato il 10 marzo 2012, quando Malcolm ha giocato 5 minuti, tirando con uno 0/2 dal campo e rubando un pallone.

## Palmarès
- Coppa di Romania: 2

CSO Voluntari: 2021, 2022